# نيشان مانويل أمادور غيريرو
وسام مانويل أمادور غيريرو ( (بالإسبانية: Orden de Manuel Amador Guerrero)‏ ) هو أعلى وسام في بنما . تم تسميته على اسم مانويل أمادور غيريرو ، أول رئيس لبنما ، وقد تم إنشاء النظام في الذكرى الخمسين لاستقلال بنما في 29 أكتوبر 1953. تُمنح لتكريم الأشخاص المتميزين (البنميين وغير البنميين) في العلوم والفنون والسياسة.

## درجات
هناك أربع درجات من الترتيب: 
- طوق ( طوق )
- غراند كروس ( جران كروز )
- ضابط كبير ( غران أوفيسيون )
- القائد ( كوميندادور )

## الفائزون

### طوق
- إليزابيث الثانية ، ملكة 7 دول وقت التعيين ، 29 نوفمبر 1953
- جوزيب بروز تيتو ، المشير اليوغوسلافي ورئيس جمهورية يوغوسلافيا الاتحادية الاشتراكية ، 15 مارس 1976
- دون خوان كارلوس الأول ، ملك إسبانيا ، 16 سبتمبر 1977 [2]
- فرا أندرو بيرتي ، كبير الماجستير في فرسان الإضباط العسكريين السياديين للقديس يوحنا القدس ، من رودس ومالطا ، 2000
- فرناندو إنريكي كاردوسو ، رئيس جمهورية البرازيل الاتحادية ، 8 آب / أغسطس 2001
- أكيهيتو ، إمبراطور اليابان
- رينييه الثالث أمير موناكو
- خوليو ماريا سانغينيتي كيرولو ، الرئيس السابق لجمهورية أوروغواي الشرقية
- خوسيلينو كوبيتشيك دي أوليفيرا ، رئيس جمهورية البرازيل الاتحادية

### غراند كروس
- فيليب ، دوق إدنبرة ، أمير 7 ولايات وقت التعيين ، 29 نوفمبر 1953
- كارلوس غونزاليس بارودي ، 1981
- كارمن رومانو ، 1981
- ألفونسو دي روزنزويج دياز ، 1981
- لويس ج.زوريلا ، 1981
- فريدريك شين وزير خارجية جمهورية الصين 1994
- إدواردو فالديس إسكوفري ، 1994
- هوارد بيكر جونيور ، 2001
- ديونيزيو دي غراسيا جيلين ، 2001
- سليمان طيب أحمد سالم 24 يناير 2008
- خوان دانيال أليمان ، الأمين العام لمنظومة التكامل لأمريكا الوسطى ، 11 أكتوبر 2010 [3]
- خوان بابلو دي لايجليسيا ، 18 نوفمبر 2011 [4]
- البطريرك ثيوفيلوس الثالث من القدس ، 1 حزيران 2012 [5]
- يوان تسي لي ، 17 أكتوبر 2012 [6]
- لورنس إدوارد تشوينغ فابريجا ، سفير منظمة الدول الأمريكية ومدينة الفاتيكان 18 أغسطس 2014 [7]
- ديونيسيو جونسون ، 30 ديسمبر 2015 [8]

### ضابط كبير
- السير أنتوني بيلي ، ناشط عبر الأديان
- مارتن دي يونغ [9]
- السير شون كونري 11 مارس 2003
- باكسون أوفيلد ، 2005 [10]
- روبرت بيري ، 2005 [10]
- إلسي ألفارادو دي ريكورد ، 2005 [11]
- إريك دوجلاس جرين ، 17 أكتوبر 2012 [6]
- دوايت أيزنهاور ، رئيس الولايات المتحدة الأمريكية

### قائد
- خورخي إلويكا ، في وقت ما رئيس جمهورية بنما
- خوسيه لوبيز بورتيو ، رئيس الولايات المتحدة المكسيكية ، 1981
- كارلوس منعم رئيس جمهورية الأرجنتين 1994
- سيباستيان بينيرا ، رئيس جمهورية تشيلي لاحقًا ، 2013

### درجة غير معروفة
- يوجين NS جيرارد الثاني
- أنيل ك.دينغرا ، 1997
- بول آر نولاند ، 1997
- خورخي اليساندري رودريغيز ، رئيس شيلي
- إنريكي بيروجا ، 1 يونيو 2001
- إدارة الإطفاء في نيويورك ، 27 نوفمبر 2001
- هارييت مايور فولبرايت
- جيمي كارتر ، رئيس الولايات المتحدة الأمريكية
- كارل جونسون ، 2001
- راميرو أوردونيز جوناما ، 2001
- ريكاردو م.البا ، 2002
- هارولد برنشتاين ، 2002
- راؤول أوريلاك أرانجو ، 2003
- مات كيم ، 2012
- ديفيد روكفلر
- هارولد كريستيان هوفمان 2007
- لويس أندرسون مكنيل